# René Srdínko
René Srdínko (* 11. ledna 1938) je český mistr bojových umění (7. dan ČSJu), který svojí metodickou prací výrazně přispěl k rozvoji sportovního juda v bývalém Československu.

## Osobní život
Narodil se v Paříži francouzské matce a českému otci. Druhou světovou válku prožil v Londýně, kde jeho otec pracoval jako letecký mechanik. Po skončení války se s rodiči přestěhoval do Československa do Hradce Králové.

### Sportovní kariéra
Judu se věnoval od 14 let v hradecké sokolovně pod vedením Vladimíra Lorenze. Mimo vojenské služby v plzeňské Dukle v letech 1958-59 zůstal věrný hradeckému klubu po celou sportovní i trenérskou kariéru. V roce 1959 a 1960 se stal mistrem republiky ve sportovním judu. Sportovní kariéry musel zanechat ze zdravotních důvodů v roce 1963.

### Trenérská kariéra
Jako trenér se od šedesátých let postupně specializoval na práci s mládeží. Mezi lety 1977-1983 působil u dorostenecké reprezentace jako hlavní trenér. K jeho nejznámějším žákům patřili v Hradci Králové Jaroslav Nikodým, Roman Novotný nebo Josef Nájemník.
Od roku 1986 se věnoval tréninku žen, pro které byly v Hradci Králové vytvořené podmínky pro vrcholovou přípravu. Jeho nejznámější svěřenkyní byla Lenka Šindlerová. Byl u začátků sportovní kariéry Michaely Vernerové nebo Radky Štusákové.
Ve spolupráci s Michalem Vachunem vytvářel od poloviny sedmdesátých let dvacátého století metodické příručky pro přípravu judistů ve vrcholovém sportu.

#### Publikace
- Přehled technik pro zkoušky na 5 - 3 Kyu (1974)
- Program sportovní přípravy v tréninkových střediscích mládeže (1981)
- Judo. Technika vybraných chvatů a trénink (1984)
- Malá škola juda (1987)